# Flagi jednostek samorządu terytorialnego w Polsce

Flaga Polski

Flagi jednostek samorządu terytorialnego w Polsce – listy symboli wojewódzkich, powiatowych i gminnych w postaci flagi, obowiązujących w Polsce.
Zgodnie z definicją, flaga to płat tkaniny określonego kształtu, barwy i znaczenia, przymocowywany do drzewca lub masztu. Może on również zawierać herb lub godło danej jednostki administracyjnej. W Polsce jednostki terytorialne (sejmiki województw, rady gmin, miast i powiatów) mogą ustanawiać flagi zgodnie z „Ustawą z dnia 21 grudnia 1978 o odznakach i mundurach”.  W pierwotnej wersji pozwalała ona jednostkom terytorialnym jedynie na ustanawianie herbów. Mimo to wiele miast i gmin podejmowało uchwały i używało flagi jako swojego symbolu. Dopiero „Ustawa z dnia 29 grudnia 1998 o zmianie niektórych ustaw w związku z wdrożeniem reformy ustrojowej państwa” oficjalnie potwierdziła prawo województw, powiatów i gmin do ustanawiania tego symbolu jednostki terytorialnej.

## Listy obowiązujących flag polskich samorządów

### Województwo dolnośląskie

Flaga województwa dolnośląskiego

#### Flaga województwa
Flaga województwa dolnośląskiego była ustanawiana trzykrotnie: uchwałą nr XXVI/483/2000 z 27 października 2000, ponownie uchwałą nr XXI/298/08 z 31 stycznia 2008, obecna wersja obowiązuje na mocy uchwały nr XLVII/810/09 z 17 grudnia 2009. Jest to prostokątny płat tkaniny o proporcjach 5:8 koloru żółtego, w którego centralnej części umieszczono godło z herbu województwa.

#### Flagi powiatów i gmin
W 2025 w województwie dolnośląskim swoją flagę miały wszystkie 4 miasta na prawach powiatu, 25 z 26 powiatów oraz 116 ze 169 gmin.

### Województwo kujawsko-pomorskie

Flaga województwa kujawsko-pomorskiego

#### Flaga województwa
Flaga województwa kujawsko-pomorskiego, autorstwa Lecha-Tadeusza Karczewskiego na podstawie kwerendy Jana Kazimierza Wroniszewskiego, została ustanowiona uchwałą nr 444/2000 z 10 lipca 2000. Jest to prostokątny płat tkaniny o proporcjach 5:8, podzielony na trzy poziome pasy: czerwony, biały i czarny w stosunku 1:2:1.

#### Flagi powiatów i gmin
W 2025 w województwie kujawsko-pomorskim swoją flagę miały wszystkie 4 miasta na prawach powiatu, 18 z 19 powiatów oraz 105 ze 144 gmin.

### Województwo lubelskie

Flaga województwa lubelskiego

#### Flaga województwa
Flaga województwa lubelskiego została ustanowiona uchwałą nr XIX/316/04 z 14 czerwca 2004. Jest to prostokątny płat tkaniny o proporcjach 5:8, podzielony na trzy poziome pasy: biały, czerwony i żółty w stosunku 2:1:2. W jego centralnej części umieszczono herb województwa.

#### Flagi powiatów i gmin
W 2025 w województwie lubelskim swoją flagę miały wszystkie 4 miasta na prawach powiatu, 18 z 20 powiatów oraz 129 z 213 gmin.

### Województwo lubuskie

Flaga województwa lubuskiego

#### Flaga województwa
Flaga województwa lubuskiego, autorstwa Wojciecha Strzyżewskiego, została ustanowiona uchwałą nr XVIII/114/2000 z 26 czerwca 2000. Jest to prostokątny płat tkaniny o proporcjach 5:8, podzielony na cztery poziome pasy: żółty, biały, czerwony i zielony w stosunku 2:1:1:2. W jego centralnej części może znajdować się herb województwa.

#### Flagi powiatów i gmin
W 2025 w województwie lubuskim swoją flagę miały 2 miasta na prawach powiatu, wszystkie 12 powiatów oraz 57 z 82 gmin.

### Województwo łódzkie

Flaga województwa łódzkiego

#### Flaga województwa
Flaga województwa łódzkiego, autorstwa Marka Adamczewskiego, została ustanowiona uchwałą nr XLIV/514/2002 z 25 czerwca 2002. Jest to prostokątny płat tkaniny o proporcjach 5:8, podzielony na pięć równych pionowych pasów: trzy czerwone i dwa złote. W jego centralnej części może znajdować się godło z herbu województwa.

#### Flagi powiatów i gmin
W 2025 w województwie łódzkim swoją flagę miały wszystkie 3 miasta na prawach powiatu, 20 z 21 powiatów oraz 105 ze 177 gmin.

### Województwo małopolskie

Flaga województwa małopolskiego

#### Flaga województwa
Flaga województwa małopolskiego, autorstwa Wojciecha Drelicharza, Zenona Piecha oraz Barbary Widłak, została ustanowiona uchwałą nr VIII/73/99 z 24 maja 1999. Jest to prostokątny płat tkaniny o proporcjach 5:8, podzielony na trzy poziome pasy: biały, złoty i czerwony w stosunku 2:1:2.

#### Flagi powiatów i gmin
W 2025 w województwie małopolskim swoją flagę miały wszystkie 3 miasta na prawach powiatu, wszystkie 19 powiatów oraz 134 ze 183 gmin.

### Województwo mazowieckie

Flaga województwa mazowieckiego

#### Flaga województwa
Flaga województwa mazowieckiego była ustanawiana dwukrotnie: uchwałą nr 80/05 z 9 czerwca 2005 oraz uchwałą nr 91/06 z 29 maja 2006. Jest to prostokątny płat tkaniny o proporcjach 5:8 koloru czerwonego, z którego z lewej strony płata umieszczono godło z herbu województwa.

#### Flagi powiatów i gmin
W 2025 w województwie mazowieckim swoją flagę miały 4 z 5 miast na prawach powiatu (Radom używa nieoficjalnej flagi), 35 z 37 powiatów oraz 176 z 314 gmin.

### Województwo opolskie

Flaga województwa opolskiego

#### Flaga województwa
Flaga województwa opolskiego, autorstwa Michała Marciniaka-Kożuchowskiego, została ustanowiona uchwałą nr XXIX/254/2004 z 21 grudnia 2004. Jest to prostokątny płat tkaniny o proporcjach 5:8, podzielony na dwa poziome pasy: żółty i błękitny w stosunku 5:2. W lewym górnym rogu płata może znajdować się herb województwa.

#### Flagi powiatów i gmin
W 2025 w województwie opolskim swoją flagę miały: miasto na prawach powiatu (Opole), 9 z 11 powiatów oraz 54 z 71 gmin.

### Województwo podkarpackie

Flaga województwa podkarpackiego

#### Flaga województwa
Flaga województwa podkarpackiego została ustanowiona uchwałą nr XXI/213/2000 z 28 sierpnia 2000. Jest to prostokątny płat tkaniny o proporcjach 5:8, podzielony na trzy pionowe pasy: dwa błękitne i biały w stosunku 3:10:3. W jego centralnej części umieszczono herb województwa.

#### Flagi powiatów i gmin
W 2025 w województwie podkarpackim swoją flagę miały wszystkie 4 miasta na prawach powiatu, 20 z 21 powiatów oraz 87 ze 160 gmin.

### Województwo podlaskie

Flaga województwa podlaskiego

#### Flaga województwa
Flaga województwa podlaskiego została ustanowiona uchwałą nr LIV/448/02 z 30 sierpnia 2002. Jest to prostokątny płat tkaniny o proporcjach 5:8, podzielony na cztery równe poziome pasy: biały, czerwony, żółty i błękitny.

#### Flagi powiatów i gmin
W 2025 w województwie podlaskim swoją flagę miały wszystkie 3 miasta na prawach powiatu, wszystkie 14 powiatów oraz 61 ze 119 gmin.

### Województwo pomorskie

Flaga województwa pomorskiego

#### Flaga województwa
Flaga województwa pomorskiego została ustanowiona uchwałą nr 620/XLV/02 z 12 sierpnia 2002. Jest to prostokątny płat tkaniny o proporcjach 5:8 koloru żółtego, w którego centralnej części umieszczono godło z herbu województwa.

#### Flagi powiatów i gmin
W 2025 w województwie pomorskim swoją flagę miały wszystkie 4 miasta na prawach powiatu, wszystkie 16 powiatów oraz 79 ze 123 gmin.

### Województwo śląskie

Flaga województwa śląskiego

#### Flaga województwa
Flaga województwa śląskiego została ustanowiona uchwałą nr I/36/6/2001 z 11 czerwca 2001. Jest to prostokątny płat tkaniny o proporcjach 5:8, podzielony na trzy poziome pasy: dwa błękitne i żółty w stosunku 2:1:2.

#### Flagi powiatów i gmin
W 2025 w województwie śląskim swoją flagę miały 18 z 19 miast na prawach powiatu (Tychy używają nieoficjalnej flagi), 15 z 17 powiatów oraz 104 ze 167 gmin.

### Województwo świętokrzyskie

Flaga województwa świętokrzyskiego

#### Flaga województwa
Flaga województwa świętokrzyskiego była ustanawiana dwukrotnie: uchwałą nr XII/302/01 z 28 maja 2001, obecna wersja obowiązuje na mocy uchwały nr XXVI/474/12 z 28 grudnia 2012. Jest to prostokątny płat tkaniny o proporcjach 5:7, podzielony na dwie części, zgodnie z zasadą złotego podziału: lewą żółtą i prawą, podzieloną na trzy poziome pasy: błękitny, szerszy biały z herbem województwa i czerwony.

#### Flagi powiatów i gmin
W 2025 w województwie świętokrzyskim swoją flagę miały: miasto na prawach powiatu (Kielce), wszystkie 13 powiatów oraz 48 ze 102 gmin.

### Województwo warmińsko-mazurskie

Flaga województwa warmińsko-mazurskiego

#### Flaga województwa
Flaga województwa warmińsko-mazurskiego została ustanowiona uchwałą nr  XXXIX/561/02 z 6 sierpnia 2002. Jest to płat tkaniny o proporcjach 1:2 zakończony trójkątem koloru czerwonego, z białą obwódką szerokości 1/10 wysokości płata. Z lewej strony płata umieszczono głowę Orła Białego w koronie, ze złotym dziobem.

#### Flagi powiatów i gmin
W 2025 w województwie warmińsko-mazurskim swoją flagę miały 2 miasta na prawach powiatu, 17 z 19 powiatów oraz 63 ze 116 gmin.

### Województwo wielkopolskie

Flaga województwa wielkopolskiego

#### Flaga województwa
Flaga województwa wielkopolskiego, autorstwa Jerzego Bąka została ustanowiona uchwałą nr XX/306/2000 z 31 stycznia 2000. Jest to płat tkaniny o proporcjach 5:11, podzielony na dwie części w stosunku 5:6: lewą czerwoną, z godłem z herbu województwa i prawą białą w kształcie trapezu.

#### Flagi powiatów i gmin
W 2025 w województwie wielkopolskim swoją flagę miały wszystkie 4 miasta na prawach powiatu, 30 z 31 powiatów oraz 150 z 226 gmin.

### Województwo zachodniopomorskie

Flaga województwa zachodniopomorskiego

#### Flaga województwa
Flaga województwa zachodniopomorskiego, autorstwa Hanny Dąbrowskiej, została ustanowiona uchwałą nr XVI/149/2000 z 23 października 2000. Jest to prostokątny płat tkaniny o proporcjach 5:8, podzielony na trzy równe pionowe pasy: dwa białe i czerwony. W jego centralnej części umieszczono herb województwa.

#### Flagi powiatów i gmin
W 2025 w województwie zachodniopomorskim swoją flagę miały wszystkie 3 miasta na prawach powiatu, 17 z 18 powiatów oraz 73 ze 113 gmin.